# Situmbaga (Dolok)
Situmbaga is een bestuurslaag in het regentschap Padang Lawas Utara van de provincie Noord-Sumatra, Indonesië. Situmbaga telt 251 inwoners (volkstelling 2010).